# Вільям Вал
Вільям Вал, при народженні — Васи́ль Михайлович Волохатю́к  *11 липня 1911, Етелберт, Манітоба, Канада — †7 липня 1962, Вінніпеґ) — громадський діяч, перший україноканадець, якого назначено до Сенату Канади.

## Біографія
Здобув середню освіту в рідному селі у 14 років; закінчив у 1939 Манітобський університет на освітньо-кваліфікаційних рівнях B.A. i B.Ed.. Навчався також в Гарвардському університеті. Учителював. Член Ліберальної партії Канади, 1955 року призначений сенатором. Активний діяч Легіону українсько-канадських ветеранів Канадських військових сил, КУК, голова Українсько католицької ради Канади (1946—1953).